# Шнайдер, Атаназиус
Атана́зиус (Афана́сий) Шна́йдер, ORC (нем. Athanasius Schneider; 7 апреля 1961, Токмак, Киргизская ССР, СССР) — римско-католический епископ. Титулярный епископ Целерины с 8 апреля 2006 года. Вспомогательный епископ Караганды с 8 апреля 2006 года по 5 февраля 2011 года. Вспомогательный епископ Архиепархии Пресвятой Девы Марии в городе Астана с 5 февраля 2011 года.

## Биография
Родился в семье российских немцев. При рождении получил имя Антониус (Антоний). В 1973 году вместе с родными эмигрировал в Западную Германию. Учился в школе для детей репатриантов. С 1982 года — член ордена регулярных каноников Святого Креста. Учился, затем преподавал в Бразилии. Рукоположен в сан священника 25 марта 1990 года, рукоположение проводил Мануэл Пестана Фильо — епископ Анаполиса (Бразилия, штат Гояс).
8 апреля 2006 года Шнайдер был назначен вспомогательным епископом Караганды и титулярным епископом Целерины. Посвящён в епископы 2 июня 2006 года. Ординацию провёл кардинал Анджело Содано — государственный секретарь Ватикана, которому сослужили и помогали титулярный архиепископ Слебте Юзеф Весоловский — апостольский нунций в Казахстане, Таджикистане, Киргизстане и Узбекистане и архиепископ-епископ Ян Павел Ленга, M.I.C. — епископ Караганды.
5 февраля 2011 года назначен вспомогательным епископом Архиепархии Пресвятой Девы Марии в городе Астана.

## Взгляды
Святое Причастие
Епископ Шнайдер известен своей защитой традиционной формы получения Святого Причастия (коленопреклонённо, на язык) в католической литургии, что является темой его книги «Dominus est» — «Это Господь: Размышления епископа Средней Азии на Святое Причащение» (ISBN 978-0-9778846-1-2, первоначально издана на итальянском языке, с тех пор была переведена, например, на английский, немецкий, русский, французский и эстонский языки).
Известный английский специалист по литургике и комментатор, доктор Алкуин Рид написал обзор «Dominus est» в газете The Catholic Herald, в котором говорил:
Епископ Атаназиус Шнайдер, учёный патролог, которого папа римский Бенедикт XVI назначил епископом в 2006 году, возвысил свой голос в пророческом призыве к Западной Церкви, чтобы вспомнить важность, если не необходимость, возвращения к прежнему чину принятия Святого Причастия коленопреклонённо и на язык.
Литургия
Епископ призывает реформировать чин Мессы возникший в результате литургической реформы после Второго Ватиканского Собора, указывая, что новые молитвы приношения и II Евхаристическая молитва не подчёркивают в достаточной мере жертвенный характер Евхаристии, подвергая критике служение Мессы Versus populum и т.д. В 2022 году была опубликована книга епископа Шнайдера, предлагающая конкретные шаги, которые, по словам автора, позволят вернуть Бога в Центр Литургии.
Он также выступает в поддержку экстраординарной формы латинского обряда (дореформенной), сам многократно совершал богослужения — мессы, рукоположения и так далее — по этому чину. Многократно подвергал критике ограничения на служение Тридентской Мессы.
Второй Ватиканский Собор
В декабре 2010 года, выступая в Риме на конференции «II Ватиканский Собор: Пастырский Собор — исторический, философский и богословский анализ», обратился к Папе с призывом издать «силлабус» против заблуждений, связанных с толкованием текстов Второго Ватиканского Собора.
COVID-19, вакцины, аборты
Атаназиус Шнайдер выступил против вакцинации от COVID-19, так как для создания вакцин используются клетки, полученные из абортированных зародышей человека. 12 декабря 2020 года был издан документ под которым подписался епископ Шнайдер, кардинал Янис Пуятс, почетный митрополит Рижский,
архиепископ-митрополит архиепархии Пресвятой Девы Марии в Астане Томаш Пэта, почетный архиепископ Караганды Ян Павел Ленга, и епископ Тайлера Джозеф Э. Стрикленд. "Сейчас, более чем когда-либо, католики категорически не могут поощрять и пропагандировать грех абортов, даже в малейшей степени, принимая эти вакцины", - считают иерархи.
Критика папы Франциска
Епископ Шнайдер критиковал папу Франциска за motu proprio Ttaditionis Custodes, значительно ограничивающий возможность служения Тридентской Мессы, за инициированный папой Синод о Синодальности, который, по мнению многих католиков, ставит под угрозу моральное учение Церкви, за неясные высказывания о иных религиях и конфессиях, заявляя, что «Папа рискует поставить католицизм в один ряд с другими религиями».